# 良い統治のための統一国民戦線
良い統治のための統一国民戦線（よいとうちのためのとういつこくみんせんせん、シンハラ語: එක්සත් යහපාලන ජාතික පෙරමුණ, タミル語: நல்லாட்சிக்கான ஐக்கிய தேசிய முன்னணி, 英語: United National Front for Good Governance, 略称：UNFGG）は、スリランカの政党連合。統一国民党を主体とした統一国民戦線（シンハラ語: එක්සත් ජාතික පෙරමුණ, 英語: United National Front, 略称：UNF）として創設され、2001年選挙や2015年選挙では100議席以上を獲得した。しかし2020年選挙では党員の大半が統一人民戦線（SJB）から立候補したため、UNFGGとしての議席数はわずか1議席に転落した。

## 歴史

### 統一国民戦線時代（2001年〜2015年）
統一国民戦線は、2001年総選挙において大統領のチャンドリカ・クマーラトゥンガを擁するスリランカ自由党（SLFP）主導の人民連合に対抗するため創設された。創設時には、統一国民党（UNP）に加えてセイロン労働者会議（CWC）、スリランカ・ムスリム会議（SLMC）、西部人民戦線（WPF）が加盟した。同年選挙では225議席中109議席を獲得し、過半数にあと4議席まで迫る圧勝を収めた。しかしUNF政権は2003年10月に大統領クマーラトゥンガが緊急事態宣言を出して以降、その立ち位置が不明確になった。またこの期間中、彼女はUNF党首で首相を務めるラニル・ウィクラマシンハが反政府組織タミル・イーラム解放のトラ（LTTE）に対して穏健すぎると批判し、自身がより強硬な路線を採ることを約束した。一方、UNFは戦闘中断によって生み出される経済効果を強調し、内戦を交渉で解決する必要があると主張した。その結果クマーラトゥンガは議会を解散し、2004年選挙の実施を発表した。この選挙においてUNFは新しく結成された統一人民自由同盟（UPFA）に敗れた。また2006年にはCWCがUNFを離脱しUPFAに加盟した。
2010年選挙においてもUNFは敗れ、得票率29.34%、議席数60議席にとどまった。この選挙を受けてSLMCもUNFを抜け、マヒンダ・ラージャパクサ大統領が率いるUPFA政権に加わった。

### 党名変更以降（2015年〜）
以前の選挙においてUNPは少数民族政党と組んで選挙戦に挑んでいたが、その多くがUPFAに敗れていた。これに対してUNFは改めてラージャパクサ打倒を目標に再結成し、2015年大統領選挙では国家遺産党、スリランカ・ムスリム会議（SLMC）、タミル国民連合（TNA）らの支持を得て選挙戦に臨んだ。選挙戦ではスリランカ自由党（SLFP）を離党したマイトリーパーラ・シリセーナを支持し、勝利を収めた。この選挙開始前にはUNPは自党候補を出すとしていた。しかし、選挙後にはスリランカ・ムスリム会議（SLMC）やタミル進歩連合（TPA）らと政党連合を結成するようになった。選挙後、大統領に就任したシリセーナはUNP総裁のラニル・ウィクラマシンハを首相に指名した。
2015年7月12日、UNP、SLMC、TPAは国家遺産党（JHU）やSLFPの反ラージャパクサ派の人々らと共に新たな政党連合「良い統治のための統一国民連合」を結成した。その後全セイロン・ムスリム会議（ACMC）もUNFGGに加盟した。UNFGGはシリセーナ大統領の支持勢力であると考えられていたが、彼自身は中立という立場を公式にはとっていた。
UNFGGは当初JHUの改名によって結成されており、政党としてもダイヤモンドをシンボルとして登録していた。それにも関わらず、UNFGGは選挙においてUNPのシンボル（ゾウ）を使用した。
選挙においてUNFGGは45.66%の得票、106の議席を獲得して与党に返り咲いた。一方、UPFAは得票率42.38%、議席数95議席で野党に転落した。ラージャパクサもまた首相候補を諦めると発表した。その後、野党から42名が与党に移籍し、UNFGGは議席数の3分の2以上を獲得することとなった。しかし、2015年8月20日にはSLFP中央委員会がUNPと2年間政府を担うことに同意した。ウィクラマシンハは同年8月21日に首相として宣誓を行なった。

### 2020年以降
UNPのワーキング・グループはサジット・プレマダーサを新しい政党連合のリーダーとして指名した。プレマダーサは引き続き首相候補として2020年の総選挙に臨んだ。

## 選挙結果
| 選挙年 | 得票数    | 得票率 | 議席数    | 増減 | 与党・野党 |
| ------ | --------- | ------ | --------- | ---- | ---------- |
| 2001   | 4,086,026 | 45.62% | 109 / 225 | 0    | 与党       |
| 2004   | 3,504,200 | 37.83% | 82 / 225  | 27   | 野党       |
| 2010   | 2,357,057 | 29.34% | 60 / 225  | 22   | 野党       |
| 2015   | 5,098,916 | 45.66% | 106 / 225 | 49   | 与党       |